# Ben Watson
Ben Watson (Camberwell, Inglaterra, Reino Unido, 9 de julio de 1985) es un exfutbolista inglés que jugaba de centrocampista.

## FinalFA Cup 2012-13
El 11 de mayo de 2013 el Wigan Athletic disputó la final frente al Manchester City. Watson ingresó en el minuto 81 y once minutos más tarde convertiría el único gol del partido que le daría el título al Wigan.

## Selección nacional
Fue internacional con la selección de Inglaterra sub-21.

## Clubes
| Club                                | País       | Año       |
| ----------------------------------- | ---------- | --------- |
| Crystal Palace F. C.                | Inglaterra | 2003-2009 |
| Wigan Athletic F. C.                | Inglaterra | 2009-2015 |
| Queens Park Rangers F. C. (cedido)  | Inglaterra | 2009      |
| West Bromwich Albion F. C. (cedido) | Inglaterra | 2010      |
| Watford F. C.                       | Inglaterra | 2015-2018 |
| Nottingham Forest F. C.             | Inglaterra | 2018-2020 |
| Charlton Athletic F. C.             | Inglaterra | 2020-2022 |

## Palmarés

### Títulos nacionales
| Título | Club                 | País       | Año  |
| ------ | -------------------- | ---------- | ---- |
| FA Cup | Wigan Athletic F. C. | Inglaterra | 2013 |